# 1. Biathlon-Weltcup 2023/24 (Östersund)
Der Weltcupauftakt der Biathlonsaison 2023/24 fand im schwedischen Östersund in der Jämtlands län statt. Die Wettkämpfe im skidstadion, dem Veranstaltungsort dreier Biathlon-Weltmeisterschaften, wurden vom 22. November bis zum 3. Dezember 2023 ausgetragen.
Mit Ausnahme des Massenstarts wurde jede Wettkampfform einmal ausgetragen, was erstmals beim Weltcupauftakt der Fall war.

## Wettkampfprogramm
| Datum        | Männer    | Männer                  | Frauen                  | Frauen                  |
| ------------ | --------- | ----------------------- | ----------------------- | ----------------------- |
| Sa, 25.11.23 | 12:30 Uhr | Single-Mixed-Staffel    | Single-Mixed-Staffel    | Single-Mixed-Staffel    |
| Sa, 25.11.23 | 14:50 Uhr | Mixedstaffel (4 × 6 km) | Mixedstaffel (4 × 6 km) | Mixedstaffel (4 × 6 km) |
| So, 26.11.23 | 14:30 Uhr | Einzel (20 km)          | 11:20 Uhr               | Einzel (15 km)          |
| Mi, 29.11.23 |           |                         | 15:20 Uhr               | Staffel (4 × 6 km)      |
| Do, 30.11.23 | 15:20 Uhr | Staffel (4 × 7,5 km)    |                         |                         |
| Fr, 01.12.23 |           |                         | 14:45 Uhr               | Sprint (7,5 km)         |
| Sa, 02.12.23 | 14:45 Uhr | Sprint (10 km)          |                         |                         |
| So, 04.12.23 | 16:00 Uhr | Verfolgung (12,5 km)    | 14:00 Uhr               | Verfolgung (10 km)      |

## Teilnehmende Nationen und Athleten
| Nation               | Anzahl               | Athlet | Athletin |
| Europa (22 Nationen) | Europa (22 Nationen) | Europa (22 Nationen) | Europa (22 Nationen) |
| -------------------- | -------------------- | --- | --- |
| Belgien              | (4)+2                | César Beauvais, Florent Claude, Thierry Langer, Marek Mackels | Maya Cloetens, Lotte Lie |
| Bulgarien            | (4)+3                | Wladimir Iliew, Wassil Saschew, Anton Sinapow, Konstantin Wassilew | Lora Christowa, Walentina Dimitrowa, Daniela Kadewa                                                                                |
| Deutschland          | 6+6                  | Benedikt Doll, Johannes Kühn, Philipp Nawrath, Roman Rees, Justus Strelow, David Zobel                                                                                                 | Selina Grotian, Janina Hettich-Walz, Hanna Kebinger, Franziska Preuß, Sophia Schneider, Vanessa Voigt                              |
| Estland              | (5)+4                | Marten Aolaid, Robert Heldna, Raido Ränkel, Kristo Siimer, Rene Zahkna | Susan Külm, Regina Ermits, Hanna-Brita Kaasik, Tuuli Tomingas                                                                      |
| Finnland             | 5+5                  | Tuomas Harjula, Olli Hiidensalo, Otto Invenius, Jaakko Ranta, Tero Seppälä | Erika Jänkä, Inka Hämäläinen, Noora Kaisa Keränen, Sonja Leinamo, Suvi Minkkinen                                                   |
| Frankreich           | 6+6                  | Émilien Claude, Fabien Claude, Quentin Fillon Maillet, Antonin Guigonnat, Émilien Jacquelin, Éric Perrot                                                                               | Justine Braisaz-Bouchet, Sophie Chauveau, Chloé Chevalier, Gilonne Guigonnat, Lou Jeanmonnot, Julia Simon                          |
| Griechenland         | 2                    | Apostolos Angelis, Nikolaos Tsourekas | |
| Grönland             | 1+1                  | Sondre Slettemark | Ukaleq Astri Slettemark |
| Italien              | 5+6                  | Didier Bionaz, Patrick Braunhofer, Tommaso Giacomel, Lukas Hofer, Elia Zeni | Hannah Auchentaller, Samuela Comola, Rebecca Passler, Beatrice Trabucchi, Lisa Vittozzi, Dorothea Wierer                           |
| Lettland             | (4)+(4)              | Renārs Birkentāls, Edgars Mise, Aleksandrs Patrijuks, Andrejs Rastorgujevs | Baiba Bendika, Sandra Buliņa, Sanita Buliņa, Annija Sabule                                                                         |
| Litauen              | 4+2                  | Karol Dombrovski, Maksim Fomin, Tomas Kaukėnas, Vytautas Strolia | Natalija Kočergina, Judita Traubaitė                                                                                               |
| Moldau               | (4)+3                | Pawel Magasejew, Maxim Makarow, Andrei Ussow, Michail Ussow | Alla Ghilenko, Aljona Makarowa, Alina Stremous                                                                                     |
| Norwegen             | 7+6 1                | Johannes Thingnes Bø, Tarjei Bø, Vetle Sjåstad Christiansen, Johannes Dale-Skjevdal, Sturla Holm Lægreid, Vebjørn Sørum, Endre Strømsheim                                              | Juni Arnekleiv, Frida Dokken, Marthe Kråkstad Johansen, Karoline Offigstad Knotten, Marit Ishol Skogan, Ingrid Landmark Tandrevold |
| Österreich           | 5+5                  | Simon Eder, Patrick Jakob, David Komatz, Felix Leitner, Magnus Oberhauser | Anna Gandler, Lisa Hauser, Anna Juppe, Kristina Oberthaler, Tamara Steiner                                                         |
| Polen                | 4+(5)                | Konrad Badacz, Jan Guńka, Tomasz Jakieła, Andrzej Nędza-Kubiniec | Kamila Cichoń, Daria Gembicka, Joanna Jakieła, Anna Mąka, Natalia Sidorowicz                                                       |
| Rumänien             | 4+(4)                | George Buta, George Colțea, Raul Flore, Dmitri Schamajew | Enikő Márton, Andreea Mezdrea, Anastassija Tolmatschowa, Jelena Tschirkowa                                                         |
| Schweden 1           | (8)+7                | Oskar Brandt (nur Sprint), Viktor Brandt (nur Einzel), Anton Ivarsson, Jesper Nelin, Emil Nykvist (nur Einzel), Martin Ponsiluoma, Sebastian Samuelsson, Malte Stefansson (nur Sprint) | Mona Brorsson, Tilda Johansson, Anna Magnusson, Stina Nilsson, Elvira Öberg, Hanna Öberg, Linn Persson                             |
| Schweiz              | 6+5                  | Joscha Burkhalter, Dajan Danuser, Jeremy Finello, Niklas Hartweg, Gion Stalder, Sebastian Stalder                                                                                      | Amy Baserga, Aita Gasparin, Elisa Gasparin, Lena Häcki-Groß, Lea Meier                                                             |
| Slowakei             | 2+4                  | Benjamín Belicaj, Tomáš Sklenárik | Ema Kapustová, Júlia Machyniaková, Mária Remeňová, Zuzana Remeňová                                                                 |
| Slowenien            | (5)+4                | Miha Dovžan, Jakov Fak, Lovro Planko, Matic Repnik, Toni Vidmar | Polona Klemenčič, Živa Klemenčič, Anamarija Lampič, Lena Repinc                                                                    |
| Tschechien           | 5+5                  | Mikuláš Karlík, Michal Krčmář, Jonáš Mareček, Jakub Štvrtecký, Adam Václavík | Lucie Charvátová, Markéta Davidová, Jessica Jislová, Tereza Vinklárková, Tereza Voborníková                                        |
| Ukraine              | (6)+(6)              | Anton Dudtschenko, Taras Lessjuk, Denys Nassyko, Artem Pryma, Artem Tyschtschenko, Bohdan Zymbal                                                                                       | Darija Blaschko, Chrystyna Dmytrenko, Anna Krywonos, Ljubow Kypjatschenkowa, Anastassija Merkuschyna, Iryna Petrenko               |
| Amerika (2 Nationen) |                      | | |
| Kanada               | 4+4                  | Zachary Connelly, Christian Gow, Trevor Kiers, Adam Runnalls | Emily Dickson, Emma Lunder, Nadia Moser, Benita Peiffer                                                                            |
| Vereinigte Staaten   | 4+4                  | Jake Brown, Sean Doherty, Maxime Germain, Campbell Wright | Kelsey Dickinson, Margie Freed, Jackie Garso, Deedra Irwin                                                                         |
| Asien (3 Nationen)   |                      | | |
| Japan                | 1                    | Mikito Tachizaki | |
| Kasachstan           | (4)+(3)              | Kirill Bauer, Ässet Düissenow, Wladislaw Kirejew, Alexander Muchin | Polina Jegorowa, Anastassija Kondratjewa, Arina Krjukowa                                                                           |
| Südkorea             | 2+2                  | Choi Du-jin, Timofei Lapschin | Jekaterina Awwakumowa, Ko Eun-jung                                                                                                 |
| Ozeanien (1 Nation)  |                      | | |
| Australien           | 1                    | | Darcie Morton |

## Ausgangslage
Als Weltcupgesamtsieger der vergangenen Saison gingen Johannes Thingnes Bø und Julia Simon an den Start.
Diverse Athletinnen, darunter Paulína Bátovská Fialková und Milena Todorowa, befinden sich in der Saison in einer Schwangerschaftspause. Im Gegenzug bestritt Justine Braisaz-Bouchet ihre ersten Rennen nach ebendieser Pause. Einige in der Vergangenheit extrem erfolgreiche Sportler gaben zum Ende des Vorwinters ihr Karriereende bekannt, Denise Herrmann-Wick, Marte Olsbu Røiseland und Tiril Eckhoff gingen neben vielen anderen daher nicht mehr an den Start.
Wie in jedem Jahr fanden auch 2023 sogenannte season openings in Idre und Sjusjøen statt. In Norwegen setzte sich dabei in Sprint und Massenstart erwartungsgemäß Johannes Thingnes Bø durch, die Damenwettkämpfe entschieden Lisa Vittozzi und Juni Arnekleiv für sich. Bei den Wettkämpfen in Schweden siegten im Sprint Sebastian Samuelsson und Elvira Öberg, das kurze Einzel entschieden Anna Magnusson und überraschend Anton Ivarsson für sich.
Der DSV entschied mit diesen Rennen auch, welche Athleten beim ersten Weltcup für das deutsche Team starten sollten. Unter den nicht ausgewählten Sportlern befanden sich Lucas Fratzscher und Anna Weidel, sämtliche Weltcupstarter sind oben aufgeführt. Die norwegischen Trainer entschieden sich auch in Folge der Wettkämpfe in Sjusjøen dazu, für die Damenmannschaft neben den gesetzten Ingrid Landmark Tandrevold und Karoline Offigstad Knotten mit Juni Arnekleiv, Marthe Kråkstad Johansen, Frida Dokken und Marit Ishol Skogan vier relativ unerfahrene Athletinnen mit nach Östersund zu nehmen. Ida Lien wurde nach krankheitsbedingtem Trainingsrückstand nicht für den ersten Weltcup berücksichtigt. Die französische Mannschaft hielt mit ihren eigenen Testwettkämpfen in Bessans ebenfalls zwei Ausscheidungsrennen ab, dank eines Sieges erhielt Émilien Claude hier den Vorzug vor Oscar Lombardot. Caroline Colombo musste ihren Start bereits einige Wochen vorher aufgrund „chronischer Müdigkeit“ und anhaltender gesundheitlicher Probleme absagen, sie wurde durch Gilonne Guigonnat ersetzt. Auch Peppe Femling wurde aus diesem Grund nicht in das schwedische Aufgebot aufgenommen.

## Ergebnisse
| 1. Weltcup in Östersund, 22. November bis 3. Dezember 2023 | 1. Weltcup in Östersund, 22. November bis 3. Dezember 2023 | 1. Weltcup in Östersund, 22. November bis 3. Dezember 2023                                            | 1. Weltcup in Östersund, 22. November bis 3. Dezember 2023                                   | 1. Weltcup in Östersund, 22. November bis 3. Dezember 2023                  |
| ---------------------------------------------------------- | ---------------------------------------------------------- | --- | -------------------------------------------------------------------------------------------- | --------------------------------------------------------------------------- |
| Datum                                                      | Disziplin                                                  | Erster Platz                                                                                          | Zweiter Platz                                                                                | Dritter Platz                                                               |
| 25. November 2023 (Sa.)                                    | Single-Mixed-Staffel                                       | SchwedenSebastian Samuelsson Hanna Öberg                                                              | NorwegenSturla Holm Lægreid Juni Arnekleiv                                                   | FrankreichFabien Claude Julia Simon                                         |
| 25. November 2023 (Sa.)                                    | Mixedstaffel (4 × 6 km)                                    | FrankreichQuentin Fillon Maillet Émilien Jacquelin Justine Braisaz-Bouchet Lou Jeanmonnot             | NorwegenTarjei Bø Johannes Thingnes Bø Karoline Offigstad Knotten Ingrid Landmark Tandrevold | ItalienDidier Bionaz Tommaso Giacomel Dorothea Wierer Lisa Vittozzi         |
| 26. November 2023 (So.)                                    | Einzel (15 km)                                             | Lisa Vittozzi                                                                                         | Franziska Preuß                                                                              | Vanessa Voigt                                                               |
| 26. November 2023 (So.)                                    | Einzel (20 km)                                             | Roman Rees                                                                                            | Justus Strelow                                                                               | Johannes Thingnes Bø                                                        |
| 29. November 2023 (Mi.)                                    | Staffel (4 × 6 km)                                         | NorwegenMarthe Kråkstad Johansen Juni Arnekleiv Karoline Offigstad Knotten Ingrid Landmark Tandrevold | SchwedenAnna Magnusson Linn Persson Elvira Öberg Hanna Öberg                                 | DeutschlandJanina Hettich-Walz Selina Grotian Vanessa Voigt Franziska Preuß |
| 30. November 2023 (Do.)                                    | Staffel (4 × 7,5 km)                                       | NorwegenEndre Strømsheim Tarjei Bø Johannes Thingnes Bø Vetle Sjåstad Christiansen                    | FrankreichÉric Perrot Émilien Jacquelin Fabien Claude Quentin Fillon Maillet                 | DeutschlandDavid Zobel Philipp Nawrath Benedikt Doll Johannes Kühn          |
| 1. Dezember 2023 (Fr.)                                     | Sprint (7,5 km)                                            | Lou Jeanmonnot                                                                                        | Karoline Offigstad Knotten                                                                   | Juni Arnekleiv                                                              |
| 2. Dezember 2023 (Sa.)                                     | Sprint (10 km)                                             | Philipp Nawrath                                                                                       | Tarjei Bø                                                                                    | Vebjørn Sørum                                                               |
| 3. Dezember 2023 (So.)                                     | Verfolgung (10 km)                                         | Lou Jeanmonnot                                                                                        | Franziska Preuß                                                                              | Vanessa Voigt                                                               |
| 3. Dezember 2023 (So.)                                     | Verfolgung (12,5 km)                                       | Sebastian Samuelsson                                                                                  | Philipp Nawrath                                                                              | Vetle Sjåstad Christiansen                                                  |

## Verlauf

### Mixed

#### Single-Mixed-Staffel
Start: Samstag, 25. November 2023, 12:30 Uhr
| Platz | Land               | Sportler                                    | Zeit        | Strafrunden + Nachlader             |
| ----- | ------------------ | ------------------------------------------- | ----------- | ----------------------------------- |
| 1     | Schweden           | Sebastian Samuelsson Hanna Öberg            | 37:46,9 min | 0+1 0+3 / 0+0 0+0 0+0 0+0 / 0+0 0+2 |
| 2     | Norwegen           | Sturla Holm Lægreid Juni Arnekleiv          | +13,8       | 0+0 0+1 / 0+1 0+0 0+2 0+0 / 0+0 0+2 |
| 3     | Frankreich         | Fabien Claude Julia Simon                   | +42,2       | 0+1 0+2 / 1+3 1+3 0+0 0+2 / 0+0 0+1 |
| 4     | Slowenien          | Jakov Fak Polona Klemenčič                  | +47,4       | 0+0 0+0 / 0+1 0+2 0+1 0+1 / 0+0 0+0 |
| 5     | Österreich         | Simon Eder Lisa Hauser                      | +56,9       | 0+0 0+0 / 0+1 0+2 0+3 0+2 / 0+1 0+1 |
| 6     | Schweiz            | Niklas Hartweg Amy Baserga                  | +59,9       | 0+1 0+0 / 0+0 1+3 0+0 0+1 / 0+2 0+1 |
| 7     | Deutschland        | Justus Strelow Hanna Kebinger               | +1:00,3     | 0+0 0+0 / 0+0 0+0 0+3 0+1 / 0+1 0+2 |
| 8     | Vereinigte Staaten | Sean Doherty Deedra Irwin                   | +1:10,9     | 0+0 0+3 / 0+2 0+1 0+0 0+0 / 0+2 0+0 |
| 9     | Finnland           | Tuomas Harjula Suvi Minkkinen               | +1:16,5     | 0+0 0+0 / 0+1 0+1 0+0 0+1 / 0+0 0+1 |
| 10    | Ukraine            | Artem Tyschtschenko Anastassija Merkuschyna | +1:21,3     | 0+0 0+0 / 0+0 0+1 0+1 0+1 / 0+1 0+3 |
| 11    | Italien            | Lukas Hofer Rebecca Passler                 | +1:38,2     | 0+1 0+2 / 0+2 0+3 0+1 0+3 / 0+1 0+0 |

Gemeldet: 24 Staffeln
Überrundet: 3
Dank einer starken Schlussphase und hervorragender Laufzeit von Hanna Öberg gewann das schwedische Team vor heimischem Publikum den Saisonauftakt, dahinter klassierten sich die mit Norwegen und Frankreich (trotz zweier Strafrunden) weitere favorisierte Mannschaften. Ein überraschend gutes Rennen lieferte Slowenien ab, Klemenčič setzte sich auf der Schlussrunde gegen Hauser und Kebinger durch. Die Schweizer Mannschaft fiel nach einer Strafrunde von einem Podestplatz auf Rang sechs zurück.

#### Mixedstaffel
Start: Samstag, 25. November 2023, 14:50 Uhr
| Platz | Land        | Sportler                                                                             | Zeit        | Strafrunden + Nachlader         |
| ----- | ----------- | ------------------------------------------------------------------------------------ | ----------- | ------------------------------- |
| 1     | Frankreich  | Quentin Fillon Maillet Émilien Jacquelin Justine Braisaz-Bouchet Lou Jeanmonnot      | 1:09:09,9 h | 0+2 0+0 0+0 1+3 0+0 0+0         |
| 2     | Norwegen    | Tarjei Bø Johannes Thingnes Bø Karoline Offigstad Knotten Ingrid Landmark Tandrevold | +15,7       | 0+0 0+1 0+2 0+0 0+0 0+3 0+0 0+1 |
| 3     | Italien     | Didier Bionaz Tommaso Giacomel Dorothea Wierer Lisa Vittozzi                         | +39,7       | 0+2 0+0 0+2 1+3 0+0 0+1 0+1 0+0 |
| 4     | Deutschland | Roman Rees Philipp Nawrath Sophia Schneider Vanessa Voigt                            | +55,7       | 0+0 0+2 0+2 0+1 0+0 0+1 0+1 0+1 |
| 5     | Tschechien  | Michal Krčmář Mikuláš Karlík Markéta Davidová Jessica Jislová                        | +57,4       | 0+1 0+0 0+1 0+3 0+1 0+2 0+0 0+1 |
| 6     | Schweden    | Jesper Nelin Martin Ponsiluoma Anna Magnusson Elvira Öberg                           | +2:28,0     | 0+0 0+2 0+3 0+0 0+0 0+1 0+1 0+2 |
| 7     | Schweiz     | Sebastian Stalder Jeremy Finello Aita Gasparin Lena Häcki-Groß                       | +2:59,8     | 0+0 0+0 0+3 0+3 0+0 0+1 0+0 0+3 |
| 8     | Ukraine     | Artem Pryma Anton Dudtschenko Iryna Petrenko Chrystyna Dmytrenko                     | +3:37,2     | 0+0 0+0 0+2 0+1 0+0 0+0         |
| 9     | Österreich  | David Komatz Felix Leitner Tamara Steiner Anna Gandler                               | +3:51,4     | 0+2 0+2 0+1 0+2 0+2 0+2 0+1 0+2 |
| 10    | Finnland    | Olli Hiidensalo Tero Seppälä Erika Jänkä Noora Kaisa Keränen                         | +4:28,1     | 0+3 0+1 0+0 0+1 0+0 0+0         |
| 11    | Belgien     | Thierry Langer Florent Claude Lotte Lie Maya Cloetens                                | +4:28,2     | 0+2 0+2 0+1 0+2 0+0 0+2 0+0 0+3 |

Gemeldet: 22 Staffeln
Überrundet: 4
Trotz zwischenzeitlich fast einer Minute Rückstand entschied das französische Team die erste Mixedstaffel der Saison für sich. Ausschlaggebend dafür war eine überragende Einzelleistung von Justine Braisaz-Bouchet, die in ihrem ersten Weltcuprennen nach der Babypause die mit Abstand beste Laufzeit erbrachte. Dahinter fanden sich mit Italien und Deutschland keine Überraschungen, Tschechien war das ganze Rennen über in Schlagdistanz zum Podest und erreichte schlussendlich Rang 5.

### Einzel

#### Frauen
Start: Sonntag, 26. November 2023, 11:20 Uhr
| Platz | Sportler                   | Zeit        | Schießfehler |
| ----- | -------------------------- | ----------- | ------------ |
| 1     | Lisa Vittozzi              | 44:03,9 min | 0+0+1+0      |
| 2     | Franziska Preuß            | +0,1        | 0+0+0+0      |
| 3     | Vanessa Voigt              | +10,1       | 0+0+0+0      |
| 4     | Karoline Offigstad Knotten | +46,5       | 0+0+1+0      |
| 5     | Sophia Schneider           | +1:01,0     | 0+0+0+1      |
| 6     | Lisa Hauser                | +1:07,7     | 0+0+0+0      |
| 7     | Ingrid Landmark Tandrevold | +1:09,7     | 0+2+0+0      |
| 8     | Marthe Kråkstad Johansen   | +1:29,6     | 0+0+1+0      |
| 9     | Anna Mąka                  | +1:52,0     | 0+0+0+1      |
| 10    | Marit Ishol Skogan         | +1:57,7     | 0+1+0+0      |
| 0     |                            |             |              |
| 12    | Amy Baserga                | +2:06,8     | 0+1+0+0      |
| 13    | Tamara Steiner             | +2:13,2     | 0+0+0+0      |
| 14    | Lena Häcki-Groß            | +2:15,0     | 1+0+1+0      |
| 17    | Dorothea Wierer            | +2:32,8     | 0+0+0+2      |
| 19    | Elisa Gasparin             | +2:41,1     | 0+1+0+0      |
| 20    | Rebecca Passler            | +2:41,3     | 0+0+1+0      |
| 23    | Janina Hettich-Walz        | +3:02,9     | 0+2+0+1      |
| 25    | Lotte Lie                  | +3:08,0     | 0+1+0+0      |
| 27    | Samuela Comola             | +3:20,1     | 1+0+0+0      |
| 32    | Aita Gasparin              | +3:44,0     | 0+1+0+1      |
| 35    | Hannah Auchentaller        | +4:01,8     | 0+0+2+0      |
| 38    | Hanna Kebinger             | +4:05,5     | 1+0+2+0      |
| 63    | Lea Meier                  | +5:51,9     | 0+0+1+0      |
| 71    | Maya Cloetens              | +6:57,4     | 2+0+1+0      |
| 74    | Beatrice Trabucchi         | +7:13,7     | 1+2+2+0      |
| 77    | Selina Grotian             | +7:30,0     | 4+2+1+0      |
| 78    | Anna Gandler               | +7:32,0     | 1+1+1+4      |
| 81    | Anna Juppe                 | +7:43,6     | 1+1+2+2      |

Gemeldet: 101
Nicht am Start: 2
Im ersten Individualbewerb der Saison gab es ein sprichwörtliches Herzschlagfinale. Franziska Preuß bestritt ihr erstes Weltcuprennen seit Januar 2023 und musste sich im knappsten Einzel der Geschichte nur Lisa Vittozzi um eine Zehntelsekunde geschlagen geben. Dank zwanzig Treffern erreichte mit Vanessa Voigt eine weitere Deutsche das Podest. Auch im weiteren Feld gab es etliche persönliche Bestleistungen, so auch vom neu formierten norwegischen Team, das sich mit vier Athletinnen unter den besten Zehn stark präsentierte. Ihr bisherige Bestmarke in den Punkterängen unterboten Marthe Kråkstad Johansen, Marit Ishol Skogan, Anna Mąka, Joanna Jakieła (11.), Tamara Steiner (13.), Susan Külm (18.), Lena Repinc (34.), Kelsey Dickinson (36.) und Anna Krywonos (40.); Amy Baserga egalisierte dieses Ergebnis als 12. Die Laufbestzeiten setzten Elvira Öberg, Justine Braisaz-Bouchet und Anamarija Lampič, diese konnten sich wegen einiger Schießfehler aber alle nicht unter den besten Zwanzig platzieren.

#### Männer
Start: Sonntag, 26. November 2023, 14:30 Uhr
| Platz | Sportler             | Zeit        | Schießfehler |
| ----- | -------------------- | ----------- | ------------ |
| 1     | Roman Rees           | 51:27,2 min | 0+0+0+1      |
| 2     | Justus Strelow       | +12,1       | 0+1+0+0      |
| 3     | Johannes Thingnes Bø | +25,0       | 1+0+0+1      |
| 4     | Andrejs Rastorgujevs | +29,1       | 0+0+0+1      |
| 5     | Sebastian Stalder    | +29,3       | 0+0+0+1      |
| 6     | Endre Strømsheim     | +39,3       | 0+0+0+1      |
| 7     | Sebastian Samuelsson | +40,4       | 0+2+1+0      |
| 8     | Tommaso Giacomel     | +46,8       | 0+1+0+1      |
| 9     | Benedikt Doll        | +55,6       | 1+1+0+0      |
| 10    | Émilien Claude       | +1:16,0     | 0+0+0+0      |
| 11    | Felix Leitner        | +1:17,6     | 0+0+0+0      |
| 0     |                      |             |              |
| 17    | Johannes Kühn        | +1:50,1     | 0+2+0+0      |
| 21    | Simon Eder           | +2:03,8     | 0+0+0+2      |
| 22    | Lukas Hofer          | +2:08,5     | 0+0+1+2      |
| 29    | Philipp Nawrath      | +2:41,4     | 0+1+2+1      |
| 32    | Didier Bionaz        | +2:58,1     | 1+0+0+3      |
| 34    | Florent Claude       | +3:02,9     | 0+2+0+0      |
| 43    | David Zobel          | +3:58,4     | 0+3+1+0      |
| 44    | Elia Zeni            | +4:01,7     | 1+0+0+1      |
| 46    | Niklas Hartweg       | +4:12,8     | 2+1+0+0      |
| 50    | David Komatz         | +4:18,0     | 0+1+0+1      |
| 55    | Joscha Burkhalter    | +4:43,0     | 1+0+1+1      |
| 73    | Jeremy Finello       | +6:26,4     | 3+2+1+1      |
| 74    | Thierry Langer       | +6:43,4     | 3+1+0+1      |
| 75    | Patrick Braunhofer   | +6:49,7     | 1+2+1+0      |
| 76    | Patrick Jakob        | +6:50,5     | 1+0+1+1      |
| 80    | Gion Stalder         | +7:03,3     | 0+3+1+0      |
| 81    | Magnus Oberhauser    | +7:07,2     | 0+1+0+3      |
| 82    | Marek Mackels        | +7:09,1     | 1+2+0+1      |

Gemeldet: 104
Nicht beendet:  Tuomas Harjula
Im ersten Herreneinzel des neuen Winters gab es einen Premierensieg durch Roman Rees, der sich auf der Schlussrunde deutlich von Landsmann Justus Strelow absetzen konnte. Strelow erzielte sein erstes Podest in einem Individualwettkampf, während Johannes Thingnes Bø auf Rang 3 überraschend nicht die Laufbestzeit erzielte. Diese setzte mit Abstand Sebastian Samuelsson, der sich nach drei Schießfehlern als Siebter klassierte. Sebastian Stalder stellte sein persönliches Bestergebnis ein, wie auch Rastorgujevs, Strømsheim und Giacomel vergab er den Sieg beim letzten Schießen. Ihr bestes Weltcupergebnis und Ranglistenpunkte erzielten Émilien Claude, George Colțea (16.), Pawel Magasejew (18.), Jonáš Mareček (28.) und Maxim Makarow (40.), enttäuschende Ergebnisse gab es hingegen für Athleten wie Quentin Fillon Maillet, Niklas Hartweg, Martin Ponsiluoma und Antonin Guigonnat, die allesamt die Top 40 verpassten.

### Staffel

#### Frauen
Start: Mittwoch, 29. November 2023, 15:20 Uhr
| Platz | Land        | Sportler                                                                                      | Zeit        | Strafrunden + Nachlader         |
| ----- | ----------- | --------------------------------------------------------------------------------------------- | ----------- | ------------------------------- |
| 1     | Norwegen    | Marthe Kråkstad Johansen Juni Arnekleiv Karoline Offigstad Knotten Ingrid Landmark Tandrevold | 1:18:48,3 h | 0+0 0+0 0+2 0+0 0+2 0+3 0+0 0+2 |
| 2     | Schweden    | Anna Magnusson Linn Persson Elvira Öberg Hanna Öberg                                          | +41,6       | 0+0 0+3 0+0 0+1 0+0 0+0 0+2 1+3 |
| 3     | Deutschland | Janina Hettich-Walz Selina Grotian Vanessa Voigt Franziska Preuß                              | +47,9       | 0+0 0+1 0+1 0+1 0+0 0+0 0+0 0+1 |
| 4     | Schweiz     | Elisa Gasparin Amy Baserga Aita Gasparin Lena Häcki-Groß                                      | +2:19,9     | 0+0 0+2 0+1 0+2 0+1 0+0 0+1 0+3 |
| 5     | Frankreich  | Lou Jeanmonnot Chloé Chevalier Justine Braisaz-Bouchet Julia Simon                            | +2:23,4     | 0+0 0+1 0+1 1+3 0+3 0+0 0+0 0+2 |
| 6     | Tschechien  | Tereza Voborníková Jessica Jislová Markéta Davidová Lucie Charvátová                          | +2:47,9     | 0+0 0+1 0+0 0+2 1+3 0+2 2+3 0+1 |
| 7     | Österreich  | Kristina Oberthaler Lisa Hauser Tamara Steiner Anna Gandler                                   | +3:31,2     | 0+1 0+1 0+0 0+0 0+1 0+1 0+1 0+2 |
| 8     | Italien     | Rebecca Passler Dorothea Wierer Samuela Comola Hannah Auchentaller                            | +4:56,9     | 0+0 0+0 0+1 0+0 0+2 2+3 0+0 0+1 |
| 9     | Polen       | Natalia Sidorowicz Anna Mąka Daria Gembicka Joanna Jakieła                                    | +5:13,0     | 0+0 0+0 0+0 1+3 0+0 0+0 0+2 1+3 |
| 10    | Slowenien   | Živa Klemenčič Polona Klemenčič Lena Repinc Anamarija Lampič                                  | +5:37,1     | 0+0 3+3 0+0 0+1 0+0 0+0 0+0 1+3 |

Gemeldet: 18 Staffeln
Überrundet: 3
Die Entscheidung bei der ersten Damenstaffel des Winters fiel erst beim letzten Stehendschießen: Während Öberg eine Strafrunde schoss, traf Tandrevold alle Scheiben und überquerte so für Norwegen als Erste die Ziellinie. Dahinter reihte sich mit den wenigsten Nachladern das deutsche Team ein, Selina Grotian gab kurzfristig den Ersatz für die leicht erkrankte Sophia Schneider und zeigte bei ihrem Staffeldebüt eine ansprechende Leistung, indem sie den Staffelstab bereits an dritter Stelle übergab. Zur Rennhälfte noch Teil des Führungstrios, fielen das tschechische und das französische Team nach mehreren Strafrunden zurück, wohingegen sich die Schweizer Mannschaft im Rennverlauf steigerte und einen sehr guten vierten Rang erreichte. Auch Italien musste sich durch Comola aus den Podesträngen verabschieden, für Polen hingegen gab es nach der WM-Staffel zum zweiten Mal im Jahr 2023 einen Top-10-Platz zu bejubeln.

#### Männer
Start: Donnerstag, 30. November 2023, 15:20 Uhr
| Platz | Land        | Sportler                                                                   | Zeit        | Strafrunden + Nachlader         |
| ----- | ----------- | -------------------------------------------------------------------------- | ----------- | ------------------------------- |
| 1     | Norwegen    | Endre Strømsheim Tarjei Bø Johannes Thingnes Bø Vetle Sjåstad Christiansen | 1:14:28,4 h | 0+1 0+2 0+1 0+1 0+1 0+0 0+0 0+1 |
| 2     | Frankreich  | Éric Perrot Émilien Jacquelin Fabien Claude Quentin Fillon Maillet         | +20,6       | 0+1 0+1 0+1 0+2 0+2 0+1 0+3 0+0 |
| 3     | Deutschland | David Zobel Philipp Nawrath Benedikt Doll Johannes Kühn                    | +50,5       | 0+3 0+1 0+1 0+1 0+2 0+3 0+2 1+3 |
| 4     | Österreich  | David Komatz Simon Eder Felix Leitner Patrick Jakob                        | +1:44,5     | 0+0 0+0 0+0 0+1                 |
| 5     | Italien     | Didier Bionaz Elia Zeni Tommaso Giacomel Lukas Hofer                       | +1:45,0     | 0+1 0+2 0+2 0+1 0+3 0+3 0+1 0+3 |
| 6     | Schweden    | Oskar Brandt Malte Stefansson Martin Ponsiluoma Sebastian Samuelsson       | +2:17,9     | 0+0 1+3 0+3 1+3 0+2 0+2 0+1 0+2 |
| 7     | Schweiz     | Sebastian Stalder Joscha Burkhalter Niklas Hartweg Jeremy Finello          | +2:21,7     | 0+1 0+0 0+3 0+3 0+0 0+0 0+3 1+3 |
| 8     | Finnland    | Jaakko Ranta Otto Invenius Tero Seppälä Olli Hiidensalo                    | +2:33,9     | 0+0 0+0 0+1 0+2 0+1 0+0 0+2 0+0 |
| 9     | Slowenien   | Miha Dovžan Jakov Fak Lovro Planko Toni Vidmar                             | +2:35,5     | 0+0 0+0 0+0 2+3 0+1 0+2         |
| 10    | Tschechien  | Michal Krčmář Jakub Štvrtecký Jonáš Mareček Adam Václavík                  | +2:37,7     | 0+1 0+1 0+2 0+1 0+1 0+0 0+2 0+3 |
| 0     |             |                                                                            |             |                                 |
| 12    | Belgien     | Florent Claude César Beauvais Marek Mackels Thierry Langer                 | +3:58,7     | 0+1 0+1 0+2 0+1 0+0 0+1         |

Gemeldet: 21 Staffeln
Nicht am Start:  Kanada
Überrundet: 4
Wenig überraschend ging die erste Herrenstaffel der Saison nach Norwegen, dahinter klassierten sich mit Frankreich und Deutschland die erwarteten Nationen. Vor allem die deutsche Mannschaft, die kurz vor dem Start noch zwei Aufstellungsänderungen vornahm (Zobel und Kühn für Strelow und Rees) überzeugte mit starken Laufleistungen. Ein hervorragendes Ergebnis gab es für die Staffel Österreichs, vor allem durch nur zwei Nachlader hielt man sich die gesamte Zeit im erweiterten Spitzenfeld. Schweden lag schon mit dem ersten Stehendschießen aussichtslos zurück, wurde aber im Rennverlauf durch Ponsiluoma und Samuelsson noch auf Rang 6 gebracht. Ebenfalls nur zwei Nachlader benötigte die elftplatzierte Staffel Rumäniens, für Belgien gab es mit dem zwölften Rang das beste Ergebnis der Geschichte zu bejubeln.

### Sprint

#### Frauen
Start: Freitag, 1. Dezember 2023, 14:45 Uhr
| Platz | Sportler                   | Zeit        | Schießfehler |
| ----- | -------------------------- | ----------- | ------------ |
| 1     | Lou Jeanmonnot             | 21:04,1 min | 0+0          |
| 2     | Karoline Offigstad Knotten | +8,5        | 1+0          |
| 3     | Juni Arnekleiv             | +17,6       | 0+1          |
| 4     | Franziska Preuß            | +18,3       | 1+1          |
| 5     | Vanessa Voigt              | +20,0       | 0+1          |
| 6     | Ingrid Landmark Tandrevold | +23,8       | 0+2          |
| 7     | Marthe Kråkstad Johansen   | +27,6       | 0+0          |
| 8     | Gilonne Guigonnat          | +32,8       | 0+0          |
| 9     | Lisa Vittozzi              | +33,7       | 0+0          |
| 10    | Mona Brorsson              | +34,8       | 0+0          |
| 0     |                            |             |              |
| 15    | Lena Häcki-Groß            | +49,7       | 2+0          |
| 17    | Dorothea Wierer            | +55,8       | 1+0          |
| 18    | Rebecca Passler            | +56,6       | 0+0          |
| 19    | Janina Hettich-Walz        | +57,2       | 0+2          |
| 21    | Selina Grotian             | +1:04,4     | 1+1          |
| 22    | Lisa Hauser                | +1:05,8     | 1+0          |
| 23    | Lotte Lie                  | +1:07,0     | 0+1          |
| 27    | Elisa Gasparin             | +1:33,2     | 0+1          |
| 30    | Tamara Steiner             | +1:38,6     | 0+0          |
| 31    | Amy Baserga                | +1:39,6     | 1+1          |
| 32    | Hanna Kebinger             | +1:41,0     | 2+0          |
| 34    | Aita Gasparin              | +1:44,0     | 1+1          |
| 41    | Sophia Schneider           | +1:55,9     | 1+2          |
| 43    | Lea Meier                  | +2:02,4     | 1+0          |
| 44    | Samuela Comola             | +2:04,8     | 1+0          |
| 45    | Anna Gandler               | +2:07,2     | 0+3          |
| 50    | Kristina Oberthaler        | +2:14,6     | 0+1          |
| 54    | Hannah Auchentaller        | +2:19,4     | 0+1          |
| 67    | Beatrice Trabucchi         | +2:46,6     | 1+2          |
| 73    | Anna Juppe                 | +2:59,9     | 2+2          |
| 79    | Maya Cloetens              | +3:13,2     | 1+1          |

Gemeldet: 102
Nicht am Start: 3
Da in diesem ersten Sprint der Saison bei extrem kalten Temperaturen trotz guter Windbedingungen recht viele Fehler geschossen wurden, ergab sich ein eher unerwartetes Podium. Lou Jeanmonnot feierte dank zehn Treffern ihren ersten Weltcupsieg, dahinter reihten sich mit sehr guten Laufzeiten mit Karoline Knotten und Juni Arnekleiv zwei Norwegerinnen ein, die sich vorher noch nie auf den respektiven Plätzen klassieren konnten. Franziska Preuß überzeugte mit der drittbesten Kurszeit und lief trotz zweier Schießfehler auf den vierten Platz. Ihre besten Karriereresultate und Weltcuppunkte erzielten Marthe Johansen, Gilonne Guigonnat, Selina Grotian und überraschend Walentina Dimitrowa (29.), Sanita Buliņa erzielte als 33. ihr zweitbestes Ergebnis. Die besten 60 und damit das Verfolgungsrennen verpassten unter anderem Tereza Voborníková, Polona Klemenčič und Stina Nilsson, die Laufbestzeit setzte die zwölftplatzierte Elvira Öberg. Die Weltcupführung und das damit verbundene gelbe Trikot übernahmen punktgleich Preuß und Knotten.

#### Männer
Start: Samstag, 2. Dezember 2023, 14:45 Uhr
| Platz | Sportler                   | Zeit        | Schießfehler |
| ----- | -------------------------- | ----------- | ------------ |
| 1     | Philipp Nawrath            | 24:02,0 min | 0+0          |
| 2     | Tarjei Bø                  | +18,7       | 0+0          |
| 3     | Vebjørn Sørum              | +19,8       | 0+0          |
| 4     | Sebastian Samuelsson       | +26,7       | 0+2          |
| 5     | Johannes Dale-Skjevdal     | +46,6       | 1+0          |
| 6     | Endre Strømsheim           | +48,2       | 0+0          |
| 7     | Fabien Claude              | +48,7       | 1+0          |
| 8     | Johannes Kühn              | +57,2       | 0+1          |
| 9     | Vetle Sjåstad Christiansen | +57,5       | 0+0          |
| 10    | Benedikt Doll              | +58,5       | 0+1          |
| 0     |                            |             |              |
| 12    | Sebastian Stalder          | +59,9       | 0+0          |
| 13    | Didier Bionaz              | +1:01,0     | 0+0          |
| 14    | Tommaso Giacomel           | +1:17,0     | 1+1          |
| 15    | Justus Strelow             | +1:17,4     | 0+1          |
| 19    | Lukas Hofer                | +1:36,5     | 1+1          |
| 26    | Felix Leitner              | +1:52,9     | 0+0          |
| 28    | Thierry Langer             | +1:58,1     | 1+0          |
| 29    | Florent Claude             | +1:58,3     | 0+1          |
| 30    | David Zobel                | +1:59,4     | 0+2          |
| 34    | David Komatz               | +2:02,8     | 0+0          |
| 35    | Jeremy Finello             | +2:04,2     | 1+2          |
| 36    | Simon Eder                 | +2:05,6     | 1+1          |
| 40    | Magnus Oberhauser          | +2:08,9     | 0+0          |
| 42    | Elia Zeni                  | +2:09,6     | 1+0          |
| 50    | Niklas Hartweg             | +2:34,0     | 2+1          |
| 56    | Roman Rees                 | +2:44,7     | 0+3          |
| 62    | Dajan Danuser              | +3:02,5     | 0+2          |
| 72    | Patrick Jakob              | +3:20,9     | 1+1          |
| 75    | Joscha Burkhalter          | +3:33,4     | 2+2          |
| 81    | Patrick Braunhofer         | +3:44,7     | 1+1          |
| 90    | César Beauvais             | +4:19,3     | 1+2          |

Gemeldet: 101
Nicht am Start: 4
Mit Philipp Nawrath konnte ein weiterer Deutscher sein erstes Weltcuprennen für sich entscheiden, Voraussetzung dafür war die insgesamt zweitschnellste Kurszeit und ein fehlerfreies Schießergebnis. Mit Tarjei Bø und Vebjørn Sørum klassierten sich zwei Norweger auf den Rängen 2 und 3, für Sørum war es gleichzeitig die erste Top-10-Platzierung und das erste Podest. Da der Führende des Gesamtweltcups Roman Rees nur auf Rang 56 landete, übernahm Nawrath mit dem Sieg das gelbe Trikot dahinter fand sich mit einem Punkt Differenz Justus Strelow ein. Erstmals Weltcuppunkte gab es für Jan Guńka (37.) und Magnus Oberhauser (40.), ihr bestes Weltcupergebnis auf stellten Didier Bionaz (13.) und Maxim Makarow (33.). Die mit Abstand schnellste Laufzeit setzte erneut Sebastian Samuelsson, der letztjährige Seriensieger Johannes Thingnes Bø landete nach drei Fehlern nur auf Rang 18.

### Verfolgung

#### Frauen
Start: Sonntag, 3. Dezember 2023, 14:00 Uhr
| Platz | Sportler                   | Zeit        | Schießfehler |
| ----- | -------------------------- | ----------- | ------------ |
| 1     | Lou Jeanmonnot             | 31:41,3 min | 0+0+0+0      |
| 2     | Franziska Preuß            | +0,3        | 0+0+1+0      |
| 3     | Vanessa Voigt              | +18,5       | 0+0+0+1      |
| 4     | Juni Arnekleiv             | +24,7       | 0+0+0+1      |
| 5     | Ingrid Landmark Tandrevold | +35,9       | 0+0+1+1      |
| 6     | Hanna Öberg                | +1:03,2     | 1+0+0+1      |
| 7     | Julia Simon                | +1:16,4     | 1+0+1+0      |
| 8     | Karoline Offigstad Knotten | +1:18,0     | 2+0+0+1      |
| 9     | Lisa Vittozzi              | +1:22,3     | 0+0+0+1      |
| 10    | Elvira Öberg               | +1:27,8     | 0+1+1+2      |
| 11    | Lena Häcki-Groß            | +1:36,2     | 0+0+0+2      |
| 0     |                            |             |              |
| 13    | Janina Hettich-Walz        | +1:45,0     | 0+0+0+2      |
| 14    | Dorothea Wierer            | +1:53,4     | 0+0+1+0      |
| 21    | Selina Grotian             | +3:04,4     | 3+1+0+0      |
| 24    | Anna Gandler               | +3:19,8     | 0+1+1+0      |
| 25    | Lisa Hauser                | +3:27,8     | 1+0+1+1      |
| 27    | Elisa Gasparin             | +3:28,8     | 0+0+1+0      |
| 29    | Rebecca Passler            | +3:58,0     | 2+0+2+0      |
| 31    | Samuela Comola             | +4:06,8     | 0+0+1+0      |
| 35    | Sophia Schneider           | +4:30,3     | 2+0+1+1      |
| 38    | Aita Gasparin              | +5:05,0     | 0+2+0+1      |
| 39    | Kristina Oberthaler        | +5:20,3     | 1+0+0+1      |
| 42    | Lotte Lie                  | +5:55,5     | 4+2+1+0      |
| 43    | Tamara Steiner             | +6:01,3     | 0+3+0+0      |
| 45    | Hannah Auchentaller        | +6:52,5     | 0+2+1+1      |
| DNS   | Amy Baserga                |             |              |
| DNS   | Hanna Kebinger             |             |              |
| DNS   | Lea Meier                  |             |              |

Gemeldet: 60
Nicht am Start: 11
Überrundet: 2
Nach einer spannenden Schlussrunde setzte sich Lou Jeanmonnot im Zielsprint gegen Franziska Preuß durch und feierte damit ihren bereits zweiten Weltcupsieg. Das Rennen wurde erst beim letzten Schießen entschieden, Vanessa Voigt verfehlte dort eine Scheibe, konnte sich aber auf der letzten Runde von Juni Arnekleiv absetzen. Ihr Karrierebestergebnis erneut unterbieten konnten Walentina Dimitrowa (26.) und Sanita Buliņa (30.), erstmals Weltcuppunkte gab es für Benita Peiffer (37.) und Kristina Oberthaler (39.). Alle Scheiben trafen neben Jeanmonnot Tuuli Tomingas und Anna Mąka, letztgenannte holte mit 24 Positionen (46 auf 22) auch den zweitgrößten Rückstand auf. Die meisten Plätze machte aber Jessica Jislová gut, die sich nach 19 Treffern von Platz 56 auf 23 verbesserte. Mit drei Punkten Vorsprung behauptete Franziska Preuß die Gesamtweltcupführung, womit sie auch in Hochfilzen im gelben Trikot an den Start ging.

#### Männer
Start: Sonntag, 3. Dezember 2023, 16:00 Uhr
| Platz | Sportler                   | Zeit        | Schießfehler |
| ----- | -------------------------- | ----------- | ------------ |
| 1     | Sebastian Samuelsson       | 31:38,4 min | 1+1+0+1      |
| 2     | Philipp Nawrath            | +5,1        | 0+0+1+1      |
| 3     | Vetle Sjåstad Christiansen | +7,2        | 0+0+1+0      |
| 4     | Tarjei Bø                  | +29,6       | 0+0+0+1      |
| 5     | Endre Strømsheim           | +38,2       | 1+0+1+0      |
| 6     | Martin Ponsiluoma          | +42,5       | 1+0+1+0      |
| 7     | Vebjørn Sørum              | +48,1       | 1+0+2+1      |
| 8     | Johannes Dale-Skjevdal     | +49,0       | 1+0+2+0      |
| 9     | Quentin Fillon Maillet     | +49,5       | 1+0+0+0      |
| 10    | Johannes Kühn              | +49,7       | 0+1+1+0      |
| 11    | Sebastian Stalder          | +49,8       | 0+2+0+0      |
| 12    | Tommaso Giacomel           | +57,6       | 0+2+0+0      |
| 0     |                            |             |              |
| 14    | Didier Bionaz              | +1:17,4     | 0+0+1+1      |
| 16    | David Zobel                | +1:36,0     | 0+1+0+0      |
| 17    | Justus Strelow             | +1:43,9     | 0+0+1+1      |
| 19    | Benedikt Doll              | +1:54,4     | 1+0+1+2      |
| 22    | Simon Eder                 | +2:06,9     | 0+0+0+1      |
| 24    | Lukas Hofer                | +2:57,5     | 2+1+0+1      |
| 27    | Felix Leitner              | +2:58,3     | 0+0+0+1      |
| 28    | Thierry Langer             | +2:59,8     | 0+1+1+0      |
| 31    | Niklas Hartweg             | +3:15,4     | 1+1+0+0      |
| 33    | Magnus Oberhauser          | +3:21,1     | 1+0+0+1      |
| 35    | Florent Claude             | +3:26,0     | 0+0+2+1      |
| 40    | Jeremy Finello             | +3:47,5     | 1+0+3+2      |
| 44    | Elia Zeni                  | +4:15,9     | 1+1+1+0      |
| 53    | David Komatz               | +5:52,0     | 0+0+3+2      |
| DNS   | Roman Rees                 |             |              |

Gemeldet: 60
Nicht am Start: 2
Nicht beendet:  Ässet Düissenow
Dank einer erneut sehr starken Laufleistung errang Sebastian Samuelsson den zweiten Verfolgungssieg seiner Karriere, Sprintsieger Philipp Nawrath klassierte sich wie Vetle Sjåstad Christiansen auf dem Podest. Allgemein wurde das Rennen von norwegischer Seite ziemlich geprägt, nur die zwei Besten des Vorjahrs, Johannes Thingnes Bø und Sturla Holm Lægreid, fanden sich außerhalb der besten Zehn wieder. Ihr bestes Karriereresultat erzielten Alexander Muchin (26.) und Magnus Oberhauser (33.), alle 20 Scheiben traf lediglich Toni Vidmar, der den 18. Rang belegte. Die meisten Positionen gut machte Adam Václavík (von 54 auf 34), Roman Rees ging nach dem schlechten Sprint erwartungsgemäß nicht an den Start. Philipp Nawrath konnte mit einem Punkte Vorsprung die Gesamtweltcupführung gegenüber Sebastian Samuelsson verteidigen.

## Auswirkungen auf den Gesamtweltcup
Sowohl bei den Männern als auch bei den Frauen war der Abstand des ersten zum zweiten extrem knapp.
| Rang | Name                       | Punkte | Siege | Verän- derung |
| ---- | -------------------------- | ------ | ----- | ------------- |
| 1    | Philipp Nawrath            | 177    | 1     |               |
| 2    | Sebastian Samuelsson       | 176    | 1     |               |
| 3    | Tarjei Bø                  | 140    | 0     |               |
| 4    | Justus Strelow             | 125    | 0     |               |
| 5    | Endre Strømsheim           | 125    | 0     |               |
| 6    | Vetle Sjåstad Christiansen | 120    | 0     |               |
| 7    | Vebjørn Sørum              | 113    | 0     |               |
| 8    | Johannes Thingnes Bø       | 109    | 0     |               |
| 9    | Sebastian Stalder          | 104    | 0     |               |
| 10   | Johannes Dale-Skjevdal     | 100    | 0     |               |

| Rang | Name                       | Punkte | Siege | Verän- derung |
| ---- | -------------------------- | ------ | ----- | ------------- |
| 1    | Franziska Preuß            | 200    | 0     |               |
| 2    | Lou Jeanmonnot             | 197    | 2     |               |
| 3    | Vanessa Voigt              | 165    | 0     |               |
| 4    | Karoline Offigstad Knotten | 159    | 0     |               |
| 5    | Lisa Vittozzi              | 154    | 1     |               |
| 6    | Juni Arnekleiv             | 123    | 0     |               |
| 7    | Ingrid Landmark Tandrevold | 121    | 0     |               |
| 8    | Marthe Kråkstad Johansen   | 94     | 0     |               |
| 9    | Hanna Öberg                | 92     | 0     |               |
| 10   | Lena Häcki-Groß            | 83     | 0     |               |

## Debütanten
Folgende Athleten nahmen zum ersten Mal an einem Biathlon-Weltcup teil. Dabei kann es sich sowohl um Individualrennen, als auch um Staffelrennen handeln.
| Männer            | Frauen              |
| ----------------- | ------------------- |
| Sondre Slettemark | Hanna-Brita Kaasik  |
| Konrad Badacz     | Inka Hämäläinen     |
| Gion Stalder      | Beatrice Trabucchi  |
| Matic Repnik      | Arina Krjukowa      |
|                   | Judita Traubaitė    |
|                   | Frida Dokken        |
|                   | Marit Ishol Skogan  |
|                   | Kamila Cichoń       |
|                   | Daria Gembicka      |
|                   | Ema Kapustová       |
|                   | Chrystyna Dmytrenko |
|                   | Margie Freed        |